# Predsjednici Vlade Ujedinjenih Arapskih Emirata
Premijer se nalazi na čelu Vijeća ministara Ujedinjenih Arapskih Emirata. Do sada su svi, osim prvog premijera, obnašali i dužnost potpredsjednika UAE. Iako nije predviđeno Ustavom, tradicija je da vladar ili zamjenik vladara Dubaija obnaša dužost premijera UAE. Trenutačni premijer je šeik Muhamed bin Rašid Al Maktum, koji je na dužnost stupio 11. veljače 2006., nakon smrti svoga starijeg brata Maktuma bin Rašida Al Maktuma.

## Popis premijera UAE (1971.-danas)
- Maktoum bin Rashid Al Maktoum (1971. – 1979.)
- Rashid bin Saeed Al Maktoum (1979. – 1990.) (kao potpredsjednik)
- Maktoum bin Rashid Al Maktoum (1990. – 2006.) (kao potpredsjednik))
- Mohammed bin Rashid Al Maktoum (2006.-danas) (kao potpredsjednik)

## Popis zamjenika premijera UAE (1971.-danas)
- Hamdan bin Rashid Al Maktoum (1971. – 1973.)
- Khalifa bin Zayed Al Nahyan (1973. – 1977.)
- Hamdan bin Mohammed Al Nahyan (1977. – 1979.)
- Hamdan bin Mohammed Al Nahyan i Maktoum bin Rashid Al Maktoum (1979. – 1990.)
- Sultan bin Zayed Al Nahyan (1990. – 1997.)
- Sultan bin Zayed Al Nahyan i Hamdan bin Zayed Al Nahyan (1997. – 2009.)
- Saif bin Zayed Al Nahyan i Mansour bin Zayed Al Nahyan (2009.–danas)